# Estollo
Estollo – gmina w Hiszpanii, w prowincji La Rioja, w La Rioja, o powierzchni 16,14 km². W 2011 roku gmina liczyła 98 mieszkańców.